# Kaiserpokal 1957
Der Kaiserpokal 1957 war die 37. Austragung des Kaiserpokals, des höchsten japanischen Fußballpokalwettbewerbs. Sieger des Wettbewerbs waren die Chūō-Universität Club.

## Ergebnisse

### Achtelfinale
|                           | Ergebnis |                        |
| ------------------------- | -------- | ---------------------- |
| Shida Club                | 0:5      | Keiō BRB               |
| Toyama Club               | 0:6      | Kandai Club            |
| Meiyu Club                | 1:1      | Kwangaku Club          |
| Japan Tobacco Hiroshima   | 0:2      | Chūō-Universität Club  |
| All Hokkaido              | 0:7      | All Waseda-Universität |
| Kyoto Shiko Club          | 0:3      | Toyo Industries        |
| Tōhoku-Gakuin-Universität | 0:4      | Yawata Steel           |
| Tomioka Club              | 1:2      | All Rikkyō             |

### Viertelfinale
|                        | Ergebnis |                       |
| ---------------------- | -------- | --------------------- |
| Keiō BRB               | 1:3      | Kandai Club           |
| Kwangaku Club          | 1:2      | Chūō-Universität Club |
| All Waseda-Universität | 1:2      | Toyo Industries       |
| Yawata Steel           | 0:1      | All Rikkyō            |

### Halbfinale
|                 | Ergebnis |                       |
| --------------- | -------- | --------------------- |
| Kandai Club     | 0:0      | Chūō-Universität Club |
| Toyo Industries | 1:0      | All Rikkyō            |

### Spiel um Platz 3
|             | Ergebnis |            |
| ----------- | -------- | ---------- |
| Kandai Club | 1:2      | All Rikkyō |

### Finale
|                       | Ergebnis |                 |
| --------------------- | -------- | --------------- |
| Chūō-Universität Club | 2:1      | Toyo Industries |